# Pip (Looney Tunes)
Pip eller Piphans (engelsk navn Tweety Bird) er en gul kanariefugl i Warner Bros. Looney Tunes og Merrie Melodies serie af animerede tegnefilm. Navnet "Tweety" er et ordspil, da det oprindeligt betød "sweetie", sammen med "tweet" er et engelsk lydord for lyde af fugle. Hans karakteristika er baseret på Red Skeltons berømte "Junior the Mean Widdle Kid". Han optrådte i 46 tegnefilm under amerikanske tegnefilms guldalder, lavet mellem 1942 og 1964.